# Union des solidaristes russes
L'Union nationale des travailleurs et des solidaristes russes, en russe : Народно Трудовой Союз российских солидаристов (НТС) ou latinisé Narodno Trudovoï Soyouz (NTS), est une organisation nationaliste et anticommuniste fondée en 1930 par de jeunes Russes blancs émigrés en exil à Belgrade.

## Histoire
Le mouvement est créé dans le but de renverser le nouveau régime marxiste par la force, en réponse à la défaite des Armées blanches lors de la guerre civile russe (1917-1923). Il accepte l'adhésion d'autres nationalités (Polonais, Baltes, Géorgiens etc.) mais refusa initialement d'admettre des personnes de plus de 30 ans dans le but d'exclure les vétérans ayant subi la défaite à la suite des évènements de 1917. Cette restriction fut levée à la fin des années 1930.
L'Union nationale des travailleurs et des solidaristes russes adopta comme symbole un trident identique à celui des armoiries de l'Ukraine, qui a des significations multiples : 
- les liens historiques unissant Ukrainiens et Russes,
- la symbolique du tamga slave d'un gerfaut fondant sur sa proie,
- la symbolique révolutionnaire de la « fourche du peuple en colère » , en  russe Вилка сердитых народов.

Le siège du mouvement se trouvait à Francfort, en Allemagne.
Le mouvement était prochrétien, anticommuniste, antisémite et corporatiste. Il préconise une « troisième voie » entre socialisme et libéralisme: le solidarisme.
À l'inverse des autres mouvements de Russes blancs, il n'aspirait pas au retour à la monarchie et refusait de se prononcer sur la forme idéale de régime politique mais jugeait avantageuse l'idée d'un choix plébiscitaire des dirigeants.
Pendant la Seconde Guerre mondiale, après l'attaque de l'URSS par l'Allemagne nazie, le mouvement fut interdit dans les territoires russes occupés par l'Axe. Cependant, de nombreux membres s’infiltrèrent dans les camps de formation de Zittenhorst et Wustrau, où des officiers russes prisonniers étaient formés pour administrer les territoires russes occupés.
En mars 1943, Andreï Vlassov (1900 - 1946) général soviétique rallié au Troisième Reich (bien que honni par Hitler lui-même) invita des cadres du NTS au centre de formation de l'Armée de libération Russe, basé à Dabendorf, près de Zossen.
À l'été 1944, la Gestapo, se méfiant de leur influence, mena des vagues d'arrestations de suspects (massives après l'attentat raté de juillet). Parmi eux, le dirigeant du NTS, Victor Baïdalakov, fut déporté au camp de concentration d'Oranienbourg-Sachsenhausen et ne fut libéré qu'en avril 1945 sur requête de Vlassov. Après la guerre, Baïdalakov s'exile aux États-Unis et devient professeur de russe à l'Université de Georgetown.
Les solidaristes russes arrêtés par le NKVD puis du KGB risquaient interrogatoires, torture et déportation au Goulag. C'est pourquoi, à l'inverse des autres mouvements de Russes blancs, largement infiltrés par des agents soviétiques, le NTS a adopté une stratégie de recrutement dite « moléculaire », avec l'objectif d'empêcher l'adhésion d'individus n'ayant aucun lien personnel parmi les membres du mouvement ; de même les actions étaient menées par des cellules de trois personnes seulement, afin de rendre plus difficile une éventuelle infiltration.
En 1954, l'une des personnalités les plus importantes du mouvement solidariste russe, Alexandre Trouchnovitch, fut enlevé à Berlin-Ouest par la Stasi, et mourut pendant son transfert dans une voiture diplomatique.

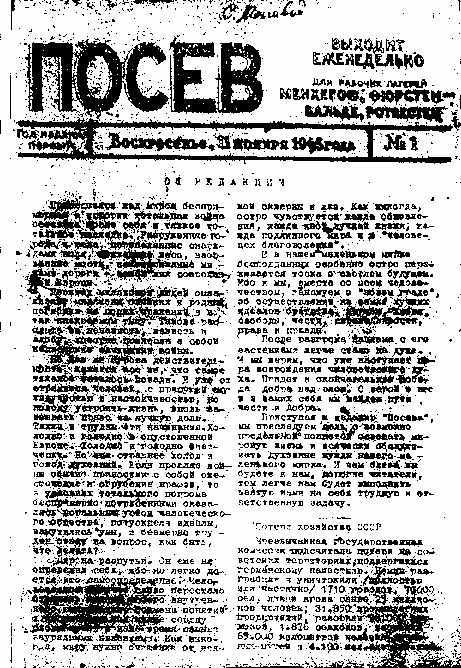
Possev (Посев), la revue du NTS

La principale activité des solidaristes était la diffusion au sein des populations russes ou à l'étranger de tracts, brochures, disques 33 tours petit format et ouvrages anticommunistes, notamment ceux de Soljenitsyne pendant la guerre froide. Au début, le NTS possédait des émetteurs clandestins embarqués sur des camions qui déployaient leur antenne dans les forêts, aux risques et périls des équipes.
Il y eut plus tard[Quand ?] une station de radio plus élaborée, appelée « Russie Libre », qui émettait depuis l'Allemagne de l'Ouest en direction de l'URSS, et bénéficiait du soutien de la CIA. Sous pression des Soviétiques, la station fut fermée par le gouvernement de la RFA. Les disques reproduisent les émissions de l'intérieur de la Russie (notamment les émetteurs d'extrême-Orient entre 309 et 420m cachés dans les forêts sibériennes) ; devenus rarissimes, ils témoignent d'une activité clandestine organisée et audacieuse. Literatournaïa Gazeta (Gazette Littéraire) du 9 mars 1957 affirme que « le NTS, en mars 1955, imprima 14 millions de tracts qui furent envoyés par ballon en direction de l'Est(...) » Dans les années 1970, des activités communes furent menées en Union soviétique avec des mouvements nationaux-solidaristes français, notamment le Groupe action jeunesse (GAJ).
Les activistes de NTS diffusaient un certain nombre de samizdat et de revues clandestines, la plus connue d'entre elles étant Possev (Посев, ce qui signifie en russe « semences »), qui accueillit la plume d'écrivains dissidents, tels qu'Alexandre Galitch, Boulat Okoudjava, Gueorgui Vladimov, responsable de la section clandestine moscovite d'Amnesty International, ou encore Alexandre Soljenitsyne.
Après la chute du bloc communiste, le NTS a cessé d'exister en tant que mouvement clandestin, devenant un mouvement politique nationaliste et conservateur, marginal sur la scène politique. Possev existe encore, toujours sous forme de journal littéraire, mais aussi en tant que maison d'édition.